# Le Roman de Rabelais
Le Roman de Rabelais est un roman de Michel Ragon publiée en 1994 qui nous raconte une partie de la vie du célèbre auteur de Gargantua et Pantagruel, François Rabelais.

## Présentation

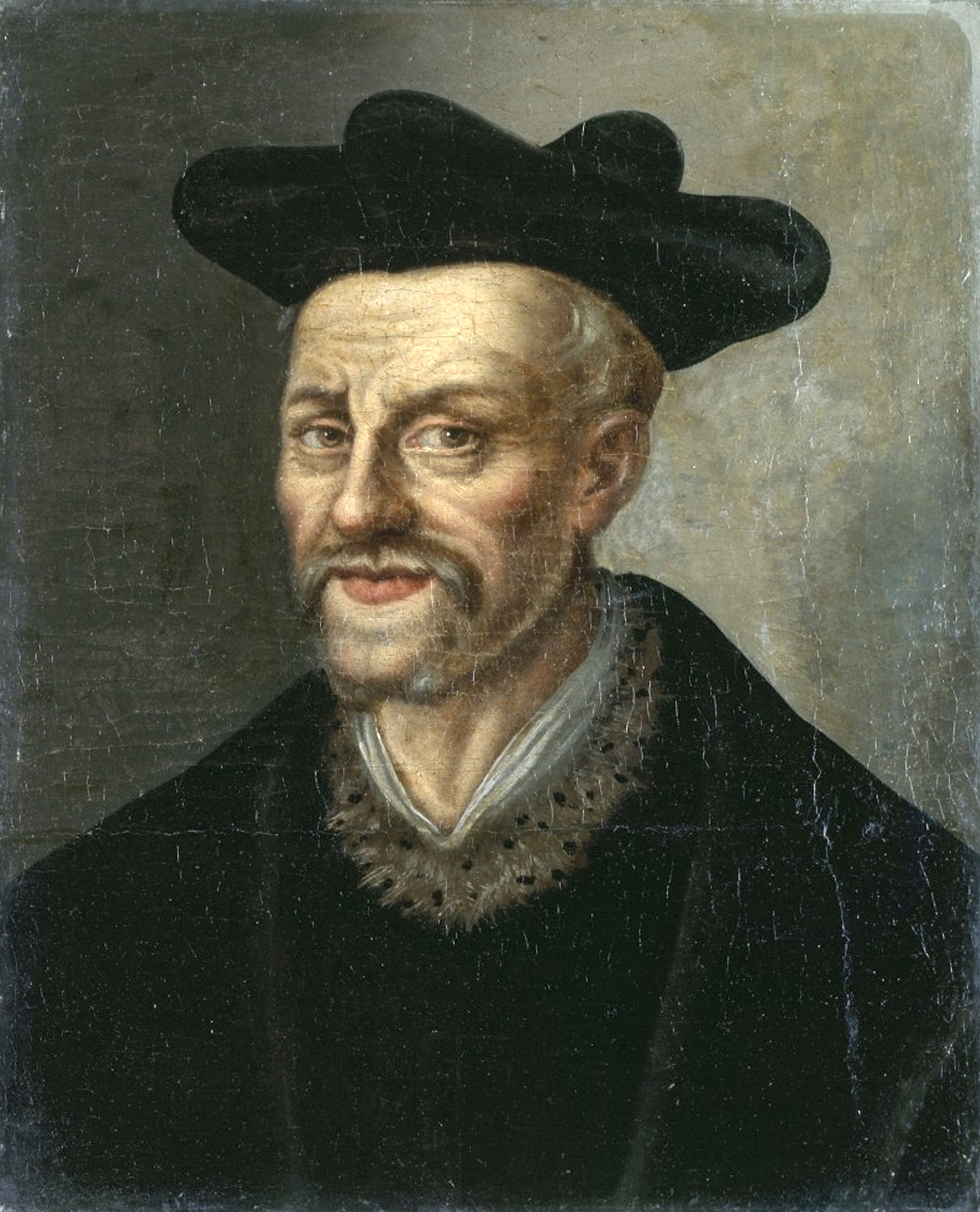
François Rabelais

Ce livre présente une biographie de François Rabelais, le médecin le plus réputé à son époque, mais également moine (tour à tour franciscain puis bénédictin), souhaitant faire avancer la science.
Certaines personnes lui reprochent de ne pas suivre la religion catholique en pratiquant des autopsies. D’origine modeste, l'homme rencontra des papes et sera même le protégé du cardinal Jean du Bellay et un ami de l'architecte Philibert Delorme.
Auteur préféré de François Ier mais aussi de Marguerite de Navarre sœur aînée du roi, c’est grâce à l’appui de ces derniers qu’il put rester en vie et ne pas finir devant l’Inquisition car l'homme ne respectait pas toujours la hiérarchie catholique en apprenant le grec et en traduisant des livres de médecine,.
Ce livre évoque un écrivain vieillissant, accompagné d'un moine prénommé Gilles, en tant qu'auteur humaniste qui aimait manier l'humour qui s'inspirait de la langue populaire mais aussi un médecin autant proche des plus humbles que des plus puissants, durant une époque qui subit la violence religieuse, la superstition, ainsi que l’indigence terrible de la population.

## Extrait
Le récit débute ainsi:

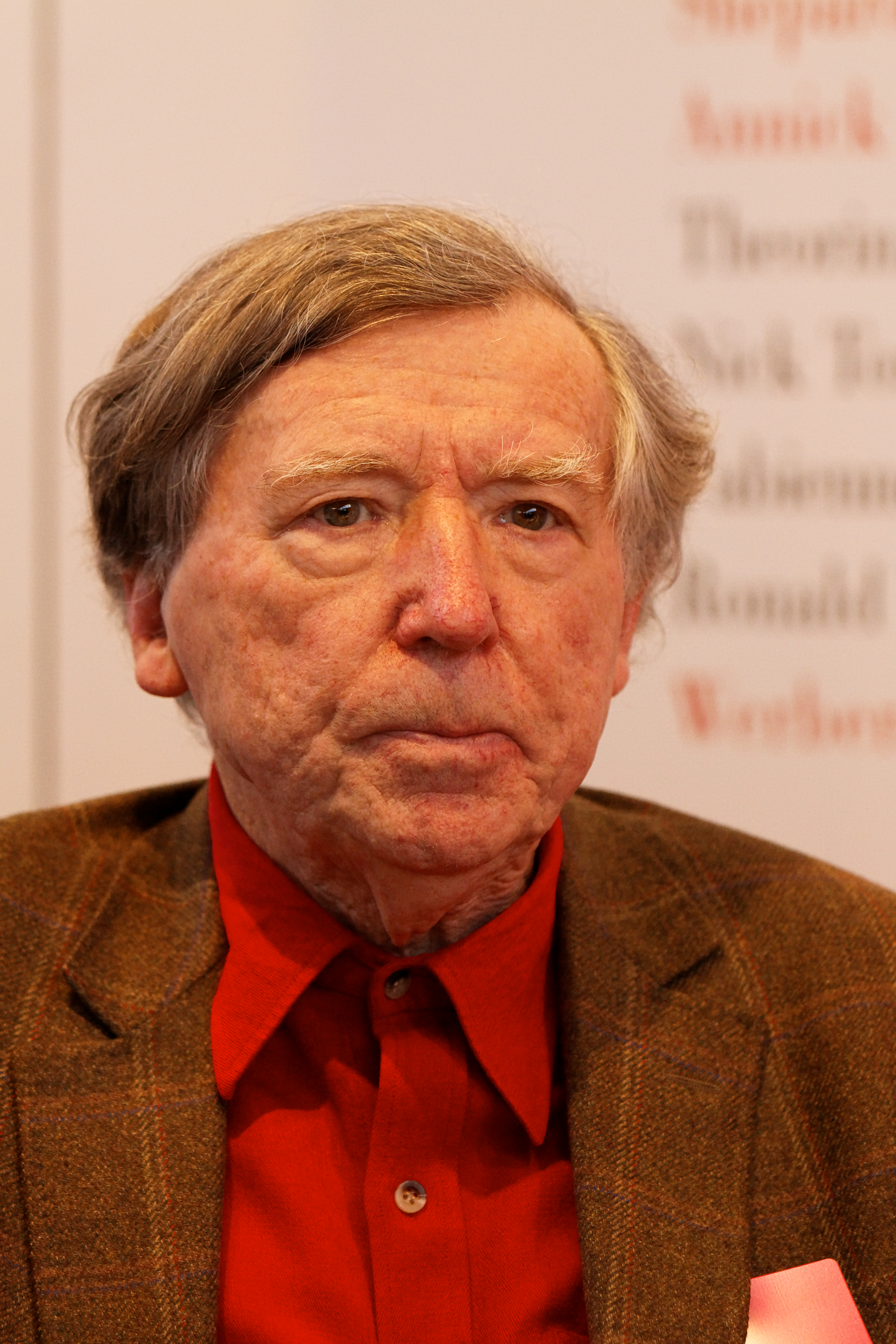
Michel Ragon

«  Il y a un peu plus de quatre cents ans [...] vivait à Saint-Maur-des-Fossés un curieux bonhomme qui se prétendait prêtre tout en portant la robe et le bonnet des hommes de sciences ; un curieux bonhomme qui sentait le soufre mais que protégeait un cardinal, ami du roi François, premier du nom. Un curieux bonhomme qui écrivait des horreurs et aspirait à la sainteté. »

## Éditions
Tout d'abord publié par les éditions Albin Michel en 1993, le livre est distribué en livre de poche, le 8 mai 1996.